# Capnella fructosa
Capnella fructosa är en korallart som beskrevs av author unknown. Capnella fructosa ingår i släktet Capnella och familjen Nephtheidae. Inga underarter finns listade i Catalogue of Life.